# Frédérique Rol
Pour les articles homonymes, voir Rol.
Frédérique Rol, née le 26 mai 1993, est une rameuse d'aviron suisse.

## Carrière
Elle remporte avec Patricia Merz la médaille de bronze en deux de couple poids légers aux Championnats d'Europe d'aviron 2018 et aux Championnats d'Europe d'aviron 2019.

## Vie privée
Elle est la sœur de la skipper Emmanuelle Rol et de la basketteuse internationale suisse Alexia Rol.